# Сантії (Орн)
Сантії́ (фр. Sentilly) — колишній муніципалітет у Франції, у регіоні Нормандія, департамент Орн. Населення — 134 осіб (2011).
Муніципалітет був розташований на відстані близько 185 км на захід від Парижа, 50 км на південь від Кана, 45 км на північ від Алансона.

## Історія
До 2015 року муніципалітет перебував у складі регіону Нижня Нормандія. Від 1 січня 2016 року належав до нового об'єднаного регіону Нормандія.
1 січня 2018 року Сантії, Гуле i Монгару було об'єднано в новий муніципалітет Мон-сюр-Орн.

## Демографія
Динаміка населення (Insee ):
Розподіл населення за віком та статтю (2006):
| Стать | Всього | До 15 років | 15-24 | 25-44 | 45-64 | 65-85 | Понад 85 |
| --- | ------ | ----------- | ----- | ----- | ----- | ----- | -------- |
| Чоловіки | 60     | 16          | 4     | 12    | 16    | 12    | 0        |
| Жінки | 76     | 16          | 4     | 20    | 16    | 20    | 0        |
| \| Статево-вікова піраміда \| Статево-вікова піраміда \| Статево-вікова піраміда \| \| ----------------------- \| ----------------------- \| ----------------------- \| \| Чоловіки \| Вік \| Жінки \| \| 0 \| 85 + \| 0 \| \| 0 \| 80-84 \| 4 \| \| 0 \| 75-79 \| 8 \| \| 4 \| 70-74 \| 4 \| \| 8 \| 65-69 \| 4 \| \| 0 \| 60-64 \| 8 \| \| 8 \| 55-59 \| 4 \| \| 4 \| 50-54 \| 0 \| \| 4 \| 45-49 \| 4 \| \| 4 \| 40-44 \| 0 \| \| 8 \| 35-39 \| 8 \| \| 0 \| 30-34 \| 8 \| \| 0 \| 25-29 \| 4 \| \| 4 \| 20-24 \| 0 \| \| 0 \| 15-20 \| 4 \| \| 4 \| 10-14 \| 0 \| \| 8 \| 5-9 \| 4 \| \| 4 \| 0-4 \| 12 \| |        |             |       |       |       |       |          |
| Статево-вікова піраміда |        |             |       |       |       |       |          |
| Чоловіки | Вік    | Жінки       |       |       |       |       |          |
| 0 | 85 +   | 0           |       |       |       |       |          |
| 0 | 80-84  | 4           |       |       |       |       |          |
| 0 | 75-79  | 8           |       |       |       |       |          |
| 4 | 70-74  | 4           |       |       |       |       |          |
| 8 | 65-69  | 4           |       |       |       |       |          |
| 0 | 60-64  | 8           |       |       |       |       |          |
| 8 | 55-59  | 4           |       |       |       |       |          |
| 4 | 50-54  | 0           |       |       |       |       |          |
| 4 | 45-49  | 4           |       |       |       |       |          |
| 4 | 40-44  | 0           |       |       |       |       |          |
| 8 | 35-39  | 8           |       |       |       |       |          |
| 0 | 30-34  | 8           |       |       |       |       |          |
| 0 | 25-29  | 4           |       |       |       |       |          |
| 4 | 20-24  | 0           |       |       |       |       |          |
| 0 | 15-20  | 4           |       |       |       |       |          |
| 4 | 10-14  | 0           |       |       |       |       |          |
| 8 | 5-9    | 4           |       |       |       |       |          |
| 4 | 0-4    | 12          |       |       |       |       |          |

## Економіка
2010 року серед 89 осіб працездатного віку (15—64 років) 67 були активними, 22 — неактивними (показник активності 75,3%, у 1999 році було 71,4%). З 67 активних мешканців працювало 57 осіб (35 чоловіків та 22 жінки), безробітними було 10 (7 чоловіків та 3 жінки). Серед 22 неактивних 5 осіб було учнями чи студентами, 12 — пенсіонерами, 5 були неактивними з інших причин.

У 2010 році в муніципалітеті числилось 52 оподатковані домогосподарства, у яких проживали 128,5 особи, медіана доходів виносила 18 968 євро на одного особоспоживача